# 페이스메이커 (소프트웨어)
페이스메이커(Pacemaker)는 2004년부터 컴퓨터 클러스터에 사용되어온 오픈 소스 고가용성 리소스 관리자 소프트웨어이다. 약 2007년까지 리눅스-HA 프로젝트의 일부였으나 이후 자체 프로젝트로 분리되었다.
리소스를 컨트롤하기 위한 여러 API들을 구현하고 있으나 이 목적을 위해 선호되는 API는 오픈 클러스터 프레임워크 리소스 에이전트 API이다.

## 같이 보기
- 고가용성 클러스터